# Affligem
Affligem è un comune belga di 12 169 abitanti nelle Fiandre (Brabante Fiammingo).
Nel comune sorge l'Abbazia di Affligem, antico complesso monastico benedettino. Presso l'abbazia sorge anche un birrificio, la Brasserie Affligem, che produce la birra omonima.